# Content Scrambling System
Pour les articles homonymes, voir CSS.
 (juillet 2014).

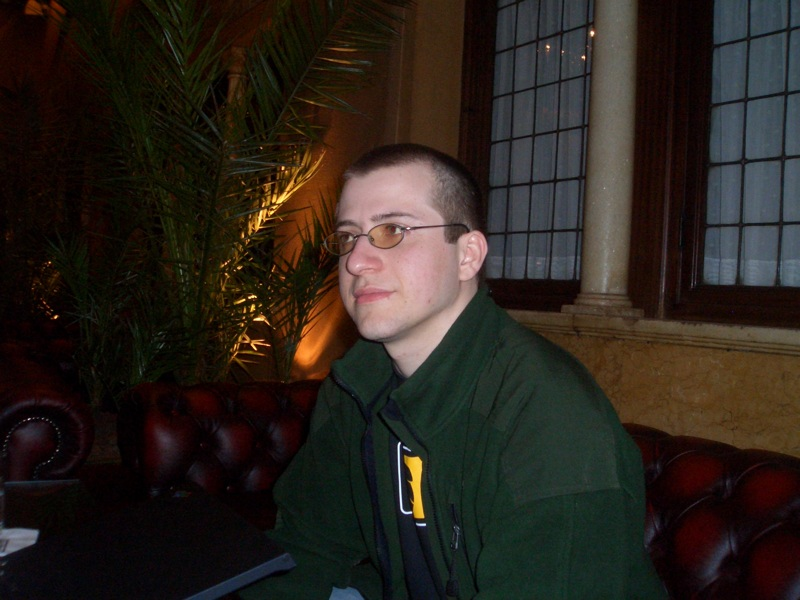
John Lech Johansen, à Oslo en 2005

Content Scrambling System (CSS), ou système de brouillage du contenu, est une technique mise en place lors de la création des DVD pour en protéger le contenu vidéo.

## Historique
Ce système a été mis au point en 1996 comme moyen de protéger le contenu des DVD vidéo.
CSS utilise un chiffrement par flot propriétaire qui a été rapidement compromis : dès octobre 1999, le Norvégien Jon Lech Johansen aidé de deux anonymes est parvenu à inverser l'algorithme  et a écrit le programme DeCSS.
L'objectif du système était double : le premier et le plus important, fut d'empêcher que le flux vidéo obtenu par simple copie puisse être exploité en l'état.
En second lieu, il incita les fabricants à obtenir une licence (et donc une clé) sans laquelle leur produit n'aurait pu déchiffrer le contenu des DVD. À noter que la protection CSS n'est pas obligatoire : certains DVD ne sont pas protégés.
En plus de ne dépendre que du secret d'un petit nombre de clés (environ 400), l'algorithme CSS révéla rapidement ses faiblesses. La première provenait essentiellement de contraintes imposées par l'administration américaine qui interdisait l'exportation de système utilisant des clés de plus de 40 bits, une taille qui était déjà trop faible à l'époque au regard de la puissance de calcul des machines disponibles et de son augmentation prévisible. De plus, des défauts de conception de l'algorithme l'exposaient à une attaque par force brute en moins d'une minute, au moyen d'une machine équipée d'un processeur à 450 MHz, configuration minimale requise pour décompresser en temps réel un flux vidéo MPEG-2.
Ce qui signifiait que n'importe quelle machine capable de lire un DVD était aussi capable d'en casser la protection.
Le successeur de CSS pour les DVD HD et les disques Blu-ray est l'AACS.

## Définitions
L'authentification est un moyen pour le DVD et le lecteur DVD de se reconnaitre. Cette étape est nécessaire avant de commencer la lecture des données. Ce sont les clés d'identification qui sont utilisées lors de cette étape.
Clé CSS est un mot regroupant : clé d'authentification, clé disque, clé du lecteur, clé titre, seconde clé disque et/ou clé chiffrée.
La clé d'authentification est utilisée pendant le processus d'authentification.
La clé titre est utilisée pour chiffrer/déchiffrer les données appelées titre. Un titre peut être un film complet, un bas de page ou tout autre unité se stockant elle-même.
La clé disque est utilisée pour déchiffrer la clé titre d'un DVD.
La clé lecteur est utilisée pour déchiffrer la clé disque. Une de ces clés parmi environ 400 est attribuée à chaque fabricant de lecteur DVD pour qu'il puisse l'incorporer dans ses lecteurs.
Programme de déchiffrement CSS (par exemple DVD Decrypter, AnyDVD ou DVD Shrink) permettent de copier un DVD spécifique à une zone en un DVD pouvant être lu partout. Il retire aussi Macrovision, une protection anti-copie vers un magnétoscope, CSS, codes régionaux (zone) et désactive les opérations utilisateurs (UOPs).